# 庫克斯谷 (加利福尼亞州)
庫克斯谷（英語：Cooks Valley）是位於美國加利福尼亞州洪堡縣的一個非建制地區。該地的面積和人口皆未知。

## 地理
庫克斯谷的座標為40°00′05″N 123°47′10″W / 40.00139°N 123.78611°W，而該地的平均海拔高度為149米（即489英尺）。